# 艾度·德舒查
艾華路·「艾度」·柏度·德舒查（西班牙語：Alvaro 'Aldo' Pedro Duscher，1979年3月22日—），簡稱艾度·德舒查（Aldo Duscher），出生在丘布特省艾斯古，是一名阿根廷足球員，現效力西甲球會西維爾，司職防守中場。
他以體能表現著稱。他亦持有奧地利護照，他的職業生涯大部分時間都在西班牙度過，最著名的是在效力拉科魯尼亞期間。

## 球會
1996年，德舒查在紐維爾舊生展開其足球生涯。1998年，他加盟士砵亭並在1999/00球季贏得葡超冠軍。其後，他以500萬英鎊的轉會費加盟拉科魯尼亞。
2000/01球季，德舒查在西甲上陣5次後，接著的一年他上陣次數增加，用以作為馬奧路·施華的後備和未來這名巴西老將的替代品。2002年4月10日，他在歐聯對曼聯的賽事中的攔截，使大衛·碧咸的蹠骨受傷，幾乎導致他無法參加2002年世界盃。
儘管，德舒查成功成為球隊的正選中場，但他的合約在2007年結束，而他最終在7月轉投桑坦德，他協助球隊在2007/08球季首次取得歐洲足協盃外圍賽的參賽資格。2007年12月9日，他在主場以3-1的比分擊敗馬略卡的賽事中自八季以來第一個西甲入球。
2008年8月，德舒查轉會至西維爾並簽訂三年合約。2009年2月4日，他在西班牙國王盃以2-1的比分擊敗畢爾包的賽事中取得其處子入球。

## 國際賽
2005年2月9日，德舒查在以2-2戰平德國的友賽中首次代表阿根廷上陣。他亦曾在2006年世界盃外圍賽對玻利維亞和厄瓜多爾的賽事中上陣。

## 外部連結
- （西班牙文）Stats at Liga de Fútbol Profesional （页面存档备份，存于）
- （英文）BDFutbol profile （页面存档备份，存于）
- （英文）艾度·德舒查在National-Football-Teams.com的資料
- （英文）Career details （页面存档备份，存于）